# Chuchlinidae
Chuchlinidae é uma família extinta de lesmas do mar do clado Caenogastropoda.